# Sojuz spasenija
Sojuz spasenija (russisk: Союз спасения) er en russisk spillefilm fra 2019 af Andrej Kravtjuk.

## Medvirkende
- Leonid Bitjevin som Sergej Muravjov-Apostol
- Maksim Matvejev som Sergej Trubetskoj
- Pavel Prilutjnyj som Pavel Pestel
- Ivan Yankovskij som Mikhail Bestuzjev-Rjumin
- Anton Sjagin som Kondratij Rylejev